# جيوفانا باليرمي
جيوفانا باليرمي (مواليد 15 يناير 1964) هي لاعبة كرة لينة إيطالية شاركت في دورة الألعاب الأولمبية الصيفية لعام 2000. 